# Кэннон, Эмма
Эмма Кэннон (англ. Emma Cannon; родилась 1 июня 1989 года в Рочестере, штат Нью-Йорк, США) — американская профессиональная баскетболистка, которая выступает в женской национальной баскетбольной ассоциации (ВНБА) за команду «Лос-Анджелес Спаркс». На драфте ВНБА 2011 года она не была выбрана ни одним из клубов. Играет на позиции тяжёлого форварда.

## Ранние годы
Эмма родилась 1 июня 1989 года в городе Рочестер (штат Нью-Йорк) в семье Карла и Патти Кэннон, училась она там же в средней школе искусств, в которой выступала за местную баскетбольную команду.